# Carom Cafe International Open 2024
Das Carom Cafe International Open 2024 war ein Karambolageturnier in der Disziplin Dreiband und fand vom 19. bis 24. November in New York, USA statt.

## Modus
Gesetzter Spieler
- Kim Jun-tae

## Vorrunde
In der Vorrunde wurde bis 25 Punkte gespielt. Die jeweiligen drei Gruppenbesten und drei Gruppenzweiten sowie die vier besten Gruppendritten kamen in die Hauptrunde. Zwei weitere lucky Loser komplettierten die Hauptrunde. Hier wurde bis 35 Punkte gespielt. In der Hauptrunde qualifizierten sich die zwei ersten jeder Gruppe und die zwei besten Gruppendritten für die Endrunde. Jetzt wurde bis 40 Punkte gespielt. Das komplette Turnier wurde ohne Nachstoß gespielt.
| MP    | Match Punkte (Sieger = 2; Unentschieden = 1; Verlierer = 0) |
| SV    | Satzverhältnis (nur bei Turnieren im Satzsystem)            |
| Pkte. | Erzielte Karambolagen                                       |
| Aufn. | benötigte Aufnahmen                                         |
| GD    | Generaldurchschnitt                                         |
| MGD   | Mannschafts-Generaldurchschnitt                             |
| BED   | Bester Einzeldurchschnitt eines Spielers                    |
| BEMD  | Bester Einzeldurchschnitt einer Mannschaft                  |
| BSD   | Bester Satzdurchschnitt eines Spielers                      |
| HS    | Höchstserie                                                 |
| WRP   | Weltranglistenpunkte                                        |

| Endklassement Gruppe A | Endklassement Gruppe A | Endklassement Gruppe A | Endklassement Gruppe A | Endklassement Gruppe A | Endklassement Gruppe A | Endklassement Gruppe A | Endklassement Gruppe A |
| Platz                  | Name                   | MP                     | Pkt.                   | Aufn.                  | GD                     | BED                    | HS                     |
| ---------------------- | ---------------------- | ---------------------- | ---------------------- | ---------------------- | ---------------------- | ---------------------- | ---------------------- |
| 1                      | Pedro Piedrabuena      | 10                     | 148                    | 88                     | 1,682                  | 3,125                  | 13                     |
| 2                      | Raymon Groot           | 10                     | 134                    | 109                    | 1,229                  | 1,923                  | 8                      |
| 3                      | Do Nguyen Trung Hau    | 8                      | 142                    | 116                    | 1,224                  | 1,786                  | 9                      |
| 4                      | Vicky Pineda           | 8                      | 138                    | 124                    | 1,113                  | 1,389                  | 9                      |
| 5                      | Young Kyu Lee          | 4                      | 104                    | 98                     | 1,061                  | 1,923                  | 8                      |
| 6                      | Eric Kwon              | 2                      | 66                     | 121                    | 0,545                  | 0,882                  | 5                      |
| 7                      | Tom Scerbo             | 0                      | 36                     | 111                    | 0,324                  | –                      | 3                      |

| Endklassement Gruppe B | Endklassement Gruppe B | Endklassement Gruppe B | Endklassement Gruppe B | Endklassement Gruppe B | Endklassement Gruppe B | Endklassement Gruppe B | Endklassement Gruppe B |
| Platz                  | Name                   | MP                     | Pkt.                   | Aufn.                  | GD                     | BED                    | HS                     |
| ---------------------- | ---------------------- | ---------------------- | ---------------------- | ---------------------- | ---------------------- | ---------------------- | ---------------------- |
| 1                      | Alexander Salazar      | 12                     | 125                    | 109                    | 1,147                  | 1,562                  | 10                     |
| 2                      | Tae Kyu Lee            | 10                     | 123                    | 121                    | 1,017                  | 1,316                  | 12                     |
| 3                      | Harry Zamora           | 8                      | 111                    | 113                    | 0,982                  | 1,316                  | 8                      |
| 4                      | Sang Jin Lee           | 6                      | 92                     | 139                    | 0,662                  | 0,714                  | 5                      |
| 5                      | Luis Velazquez         | 4                      | 88                     | 121                    | 0,727                  | 1,042                  | 7                      |
| 6                      | Rich Kim               | 2                      | 32                     | 112                    | 0,286                  | –                      | 5                      |
| 7                      | Young Ha Choi          | n. a.                  |                        |                        |                        |                        |                        |

| Endklassement Gruppe C | Endklassement Gruppe C | Endklassement Gruppe C | Endklassement Gruppe C | Endklassement Gruppe C | Endklassement Gruppe C | Endklassement Gruppe C | Endklassement Gruppe C |
| Platz                  | Name                   | MP                     | Pkt.                   | Aufn.                  | GD                     | BED                    | HS                     |
| ---------------------- | ---------------------- | ---------------------- | ---------------------- | ---------------------- | ---------------------- | ---------------------- | ---------------------- |
| 1                      | Luis Aveiga            | 12                     | 150                    | 121                    | 1,240                  | 1,786                  | 10                     |
| 2                      | Edward Gomez           | 8                      | 135                    | 141                    | 0,957                  | 1,389                  | 6                      |
| 3                      | Young Gull Lee         | 8                      | 142                    | 195                    | 0,728                  | 0,862                  | 6                      |
| 4                      | Hector Ruiz            | 6                      | 124                    | 169                    | 0,734                  | 0,893                  | 4                      |
| 5                      | Fabio Jaramillo        | 6                      | 112                    | 200                    | 0,560                  | 0,735                  | 4                      |
| 6                      | Song Lim               | 2                      | 87                     | 189                    | 0,460                  | 0,568                  | 6                      |
| 7                      | Andrew Janquitto       | 0                      | 83                     | 213                    | 0,390                  | –                      | 4                      |

| Endklassement Gruppe D | Endklassement Gruppe D | Endklassement Gruppe D | Endklassement Gruppe D | Endklassement Gruppe D | Endklassement Gruppe D | Endklassement Gruppe D | Endklassement Gruppe D |
| Platz                  | Name                   | MP                     | Pkt.                   | Aufn.                  | GD                     | BED                    | HS                     |
| ---------------------- | ---------------------- | ---------------------- | ---------------------- | ---------------------- | ---------------------- | ---------------------- | ---------------------- |
| 1                      | Ricardo Carranco       | 10                     | 144                    | 149                    | 0,966                  | 1,389                  | 8                      |
| 2                      | Huberney Cataño        | 8                      | 130                    | 90                     | 1,444                  | 3,571                  | 14                     |
| 3                      | Carlos M. Villegas     | 8                      | 146                    | 142                    | 1,028                  | 1,923                  | 7                      |
| 4                      | David Ramirez          | 8                      | 130                    | 166                    | 0,783                  | 0,893                  | 7                      |
| 5                      | Harry Pena             | 6                      | 130                    | 144                    | 0,903                  | 1,087                  | 5                      |
| 6                      | Jim Shovak             | 2                      | 84                     | 149                    | 0,564                  | 0,568                  | 4                      |
| 7                      | Rufino Perez           | 0                      | 99                     | 175                    | 0,566                  | –                      | 6                      |

| Endklassement Gruppe E | Endklassement Gruppe E | Endklassement Gruppe E | Endklassement Gruppe E | Endklassement Gruppe E | Endklassement Gruppe E | Endklassement Gruppe E | Endklassement Gruppe E |
| Platz                  | Name                   | MP                     | Pkt.                   | Aufn.                  | GD                     | BED                    | HS                     |
| ---------------------- | ---------------------- | ---------------------- | ---------------------- | ---------------------- | ---------------------- | ---------------------- | ---------------------- |
| 1                      | Dao Van Ly             | 12                     | 150                    | 121                    | 1,240                  | 2,083                  | 8                      |
| 2                      | Jose Juan Garcia       | 10                     | 140                    | 94                     | 1,489                  | 1,786                  | 7                      |
| 3                      | Christian Castano      | 8                      | 129                    | 144                    | 0,896                  | 1,190                  | 13                     |
| 4                      | Hong Seung-kwon        | 4                      | 124                    | 147                    | 0,844                  | 0,926                  | 8                      |
| 5                      | Berkay Keskin          | 4                      | 113                    | 154                    | 0,734                  | 0,926                  | 5                      |
| 6                      | Daniel Jeong           | 2                      | 92                     | 170                    | 0,541                  | 0,758                  | 4                      |
| 7                      | Hakan Levent           | 2                      | 84                     | 174                    | 0,483                  | 0,641                  | 9                      |

| Endklassement Gruppe F | Endklassement Gruppe F | Endklassement Gruppe F | Endklassement Gruppe F | Endklassement Gruppe F | Endklassement Gruppe F | Endklassement Gruppe F | Endklassement Gruppe F |
| Platz                  | Name                   | MP                     | Pkt.                   | Aufn.                  | GD                     | BED                    | HS                     |
| ---------------------- | ---------------------- | ---------------------- | ---------------------- | ---------------------- | ---------------------- | ---------------------- | ---------------------- |
| 1                      | Hugo Patino            | 12                     | 150                    | 127                    | 1,181                  | 1,923                  | 9                      |
| 2                      | Quoc Tuan Vo           | 10                     | 144                    | 161                    | 0,894                  | 1,923                  | 13                     |
| 3                      | Mark Ahn               | 6                      | 116                    | 200                    | 0,580                  | 0,962                  | 5                      |
| 3                      | Ergun Tuna             | 6                      | 114                    | 204                    | 0,559                  | 0,694                  | 4                      |
| 5                      | Robert Raiford         | 4                      | 106                    | 238                    | 0,445                  | 0,510                  | 4                      |
| 6                      | Thai Loc               | 2                      | 102                    | 225                    | 0,453                  | 0,641                  | 4                      |
| 7                      | Jerry Geist            | 2                      | 90                     | 238                    | 0,378                  | 0,446                  | 5                      |

| Endklassement Gruppe G | Endklassement Gruppe G | Endklassement Gruppe G | Endklassement Gruppe G | Endklassement Gruppe G | Endklassement Gruppe G | Endklassement Gruppe G | Endklassement Gruppe G |
| Platz                  | Name                   | MP                     | Pkt.                   | Aufn.                  | GD                     | BED                    | HS                     |
| ---------------------- | ---------------------- | ---------------------- | ---------------------- | ---------------------- | ---------------------- | ---------------------- | ---------------------- |
| 1                      | Ramón Rodriguez        | 10                     | 149                    | 151                    | 0,987                  | 1,250                  | 6                      |
| 2                      | Andy Ackay             | 10                     | 146                    | 187                    | 0,781                  | 1,042                  | 7                      |
| 3                      | Sang Ho Kim            | 8                      | 136                    | 152                    | 0,895                  | 1,250                  | 8                      |
| 4                      | John Park              | 6                      | 124                    | 139                    | 0,892                  | 1,923                  | 6                      |
| 5                      | Jin Woo Park           | 4                      | 113                    | 224                    | 0,504                  | 0,532                  | 4                      |
| 6                      | Christian Portilla     | 2                      | 119                    | 192                    | 0,620                  | 0,781                  | 5                      |
| 7                      | John Guldali           | 2                      | 91                     | 180                    | 0,506                  | 0,781                  | 7                      |

## Hauptrunde
Gespielt wird bis 35 Punkte ohne Nachstoß.
| Endklassement Gruppe A | Endklassement Gruppe A | Endklassement Gruppe A | Endklassement Gruppe A | Endklassement Gruppe A | Endklassement Gruppe A | Endklassement Gruppe A | Endklassement Gruppe A |
| Platz                  | Name                   | MP                     | Pkt.                   | Aufn.                  | GD                     | BED                    | HS                     |
| ---------------------- | ---------------------- | ---------------------- | ---------------------- | ---------------------- | ---------------------- | ---------------------- | ---------------------- |
| 1                      | Pedro Piedrabuena      | 12                     | 210                    | 137                    | 1,533                  | 2,059                  | 15                     |
| 2                      | Kim Jun-tae            | 10                     | 192                    | 156                    | 1,231                  | 1,944                  | 7                      |
| 3                      | Ramón Rodriguez        | 6                      | 177                    | 154                    | 1,149                  | 1,346                  | 10                     |
| 4                      | Quoc Tuan Vo           | 6                      | 182                    | 171                    | 1,064                  | 1,400                  | 9                      |
| 5                      | Harry Zamora           | 4                      | 173                    | 171                    | 1,012                  | 1,522                  | 8                      |
| 6                      | Christian Castano      | 2                      | 147                    | 180                    | 0,817                  | 1,207                  | 9                      |
| 7                      | Andy Ackay             | 2                      | 138                    | 190                    | 0,726                  | 0,729                  | 4                      |

| Endklassement Gruppe B | Endklassement Gruppe B | Endklassement Gruppe B | Endklassement Gruppe B | Endklassement Gruppe B | Endklassement Gruppe B | Endklassement Gruppe B | Endklassement Gruppe B |
| Platz                  | Name                   | MP                     | Pkt.                   | Aufn.                  | GD                     | BED                    | HS                     |
| ---------------------- | ---------------------- | ---------------------- | ---------------------- | ---------------------- | ---------------------- | ---------------------- | ---------------------- |
| 1                      | Alexander Salazar      | 10                     | 202                    | 165                    | 1,224                  | 2,059                  | 21                     |
| 2                      | Ricardo Carranco       | 8                      | 183                    | 169                    | 1,083                  | 1,400                  | 9                      |
| 3                      | Huberney Cataño        | 6                      | 180                    | 152                    | 1,184                  | 1,944                  | 7                      |
| 4                      | Luis Aveiga            | 6                      | 181                    | 157                    | 1,153                  | 1,842                  | 12                     |
| 5                      | Tae Kyu Lee            | 6                      | 195                    | 190                    | 1,026                  | 1,296                  | 8                      |
| 6                      | Carlos Mario Villegas  | 4                      | 169                    | 160                    | 1,056                  | 2,188                  | 8                      |
| 7                      | Young Kyu Lee          | 2                      | 124                    | 160                    | 0,775                  | 1,207                  | 7                      |

| Endklassement Gruppe C | Endklassement Gruppe C | Endklassement Gruppe C | Endklassement Gruppe C | Endklassement Gruppe C | Endklassement Gruppe C | Endklassement Gruppe C | Endklassement Gruppe C |
| Platz                  | Name                   | MP                     | Pkt.                   | Aufn.                  | GD                     | BED                    | HS                     |
| ---------------------- | ---------------------- | ---------------------- | ---------------------- | ---------------------- | ---------------------- | ---------------------- | ---------------------- |
| 1                      | Jose Juan Garcia       | 10                     | 201                    | 160                    | 1,256                  | 1,458                  | 12                     |
| 2                      | Do Nguyen Trung Hau    | 8                      | 204                    | 170                    | 1,200                  | 1,458                  | 12                     |
| 3                      | Dao Van Ly             | 6                      | 186                    | 147                    | 1,265                  | 1,944                  | 9                      |
| 4                      | Hugo Patino            | 6                      | 173                    | 162                    | 1,068                  | 1,667                  | 9                      |
| 5                      | Edward Gomez           | 6                      | 157                    | 156                    | 1,006                  | 1,250                  | 12                     |
| 6                      | Raymon Groot           | 4                      | 152                    | 144                    | 1,056                  | 1,400                  | 8                      |
| 7                      | Hong Seung-kwon        | 2                      | 152                    | 167                    | 0,910                  | 1,029                  | 6                      |

## KO-Runde
|  | Viertelfinale Spiel bis 40 Punkte | Viertelfinale Spiel bis 40 Punkte | Viertelfinale Spiel bis 40 Punkte | Viertelfinale Spiel bis 40 Punkte | Viertelfinale Spiel bis 40 Punkte | Viertelfinale Spiel bis 40 Punkte |                   |                   | Halbfinale Spiel bis 40 Punkte | Halbfinale Spiel bis 40 Punkte | Halbfinale Spiel bis 40 Punkte | Halbfinale Spiel bis 40 Punkte | Halbfinale Spiel bis 40 Punkte | Halbfinale Spiel bis 40 Punkte |      |       | Finale Spiel bis 40 Punkte | Finale Spiel bis 40 Punkte | Finale Spiel bis 40 Punkte | Finale Spiel bis 40 Punkte | Finale Spiel bis 40 Punkte | Finale Spiel bis 40 Punkte |
|  |                                   |                                   |                                   |                                   |                                   |                                   |                   |                   |                                |                                |                                |                                |                                |                                |      |       |                            |                            |                            |                            |                            |                            |
|  |                                   | MP                                | Pkt.                              | Aufn.                             | GD                                | HS                                |                   |                   |                                |                                |                                |                                |                                |                                |      |       |                            |                            |                            |                            |                            |                            |
|  |                                   | MP                                | Pkt.                              | Aufn.                             | GD                                | HS                                |                   |                   |                                |                                |                                |                                |                                |                                |      |       |                            |                            |                            |                            |                            |                            |
|  | Pedro Piedrabuena                 | 2                                 | 40                                | 15                                | 2,667                             | 11                                |                   |                   |                                |                                |                                |                                |                                |                                |      |       |                            |                            |                            |                            |                            |                            |
|  | Pedro Piedrabuena                 | 2                                 | 40                                | 15                                | 2,667                             | 11                                |                   | MP                | Pkt.                           | Aufn.                          | GD                             | HS                             |                                |                                |      |       |                            |                            |                            |                            |                            |                            |
|  | Huberney Cataño                   | 0                                 | 16                                | 14                                | 1,143                             | 6                                 |                   | MP                | Pkt.                           | Aufn.                          | GD                             | HS                             |                                |                                |      |       |                            |                            |                            |                            |                            |                            |
|  | Huberney Cataño                   | 0                                 | 16                                | 14                                | 1,143                             | 6                                 | Pedro Piedrabuena | 0                 | 39                             | 34                             | 1,147                          | 7                              |                                |                                |      |       |                            |                            |                            |                            |                            |                            |
|  |                                   | MP                                | Pkt.                              | Aufn.                             | GD                                | HS                                | Pedro Piedrabuena | 0                 | 39                             | 34                             | 1,147                          | 7                              |                                |                                |      |       |                            |                            |                            |                            |                            |                            |
|  |                                   | MP                                | Pkt.                              | Aufn.                             | GD                                | HS                                |                   | Kim Jun-tae       | 2                              | 40                             | 35                             | 1,143                          | 4                              |                                |      |       |                            |                            |                            |                            |                            |                            |
|  | Do Nguyen Trung Hau               | 0                                 | 32                                | 16                                | 2,000                             | 15                                |                   | Kim Jun-tae       | 2                              | 40                             | 35                             | 1,143                          | 4                              |                                |      |       |                            |                            |                            |                            |                            |                            |
|  | Do Nguyen Trung Hau               | 0                                 | 32                                | 16                                | 2,000                             | 15                                |                   |                   |                                |                                |                                |                                |                                | MP                             | Pkt. | Aufn. | GD                         | HS                         |                            |                            |                            |                            |
|  | Kim Jun-tae                       | 2                                 | 40                                | 17                                | 2,353                             | 8                                 |                   |                   |                                |                                |                                |                                |                                | MP                             | Pkt. | Aufn. | GD                         | HS                         |                            |                            |                            |                            |
|  | Kim Jun-tae                       | 2                                 | 40                                | 17                                | 2,353                             | 8                                 | Kim Jun-tae       | 0                 | 34                             | 35                             | 0,971                          | 5                              |                                |                                |      |       |                            |                            |                            |                            |                            |                            |
|  |                                   | MP                                | Pkt.                              | Aufn.                             | GD                                | HS                                | Kim Jun-tae       | 0                 | 34                             | 35                             | 0,971                          | 5                              |                                |                                |      |       |                            |                            |                            |                            |                            |                            |
|  |                                   | MP                                | Pkt.                              | Aufn.                             | GD                                | HS                                |                   | Alexander Salazar | 2                              | 40                             | 36                             | 1,111                          | 7                              |                                |      |       |                            |                            |                            |                            |                            |                            |
|  | Alexander Salazar                 | 2                                 | 40                                | 25                                | 1,600                             | 9                                 |                   | Alexander Salazar | 2                              | 40                             | 36                             | 1,111                          | 7                              |                                |      |       |                            |                            |                            |                            |                            |                            |
|  | Alexander Salazar                 | 2                                 | 40                                | 25                                | 1,600                             | 9                                 |                   | MP                | Pkt.                           | Aufn.                          | GD                             | HS                             |                                |                                |      |       |                            |                            |                            |                            |                            |                            |
|  | Ricardo Carranco                  | 0                                 | 30                                | 24                                | 1,250                             | 8                                 |                   | MP                | Pkt.                           | Aufn.                          | GD                             | HS                             |                                |                                |      |       |                            |                            |                            |                            |                            |                            |
|  | Ricardo Carranco                  | 0                                 | 30                                | 24                                | 1,250                             | 8                                 | Alexander Salazar | 2                 | 40                             | 13                             | 3,077                          | 12                             |                                |                                |      |       |                            |                            |                            |                            |                            |                            |
|  |                                   | MP                                | Pkt.                              | Aufn.                             | GD                                | HS                                | Alexander Salazar | 2                 | 40                             | 13                             | 3,077                          | 12                             |                                |                                |      |       |                            |                            |                            |                            |                            |                            |
|  |                                   | MP                                | Pkt.                              | Aufn.                             | GD                                | HS                                |                   | Jose Juan Garcia  | 0                              | 22                             | 13                             | 1,692                          | 7                              |                                |      |       |                            |                            |                            |                            |                            |                            |
|  | Dao Van Ly                        | 0                                 | 25                                | 24                                | 1,042                             | 6                                 |                   | Jose Juan Garcia  | 0                              | 22                             | 13                             | 1,692                          | 7                              |                                |      |       |                            |                            |                            |                            |                            |                            |
|  | Dao Van Ly                        | 0                                 | 25                                | 24                                | 1,042                             | 6                                 |                   |                   |                                |                                |                                |                                |                                |                                |      |       |                            |                            |                            |                            |                            |                            |
|  | Jose Juan Garcia                  | 2                                 | 40                                | 24                                | 1,667                             | 5                                 |                   |                   |                                |                                |                                |                                |                                |                                |      |       |                            |                            |                            |                            |                            |                            |
|  | Jose Juan Garcia                  | 2                                 | 40                                | 24                                | 1,667                             | 5                                 |                   |                   |                                |                                |                                |                                |                                |                                |      |       |                            |                            |                            |                            |                            |                            |

## Abschlusstabelle
| Endklassement   | Endklassement | Endklassement       | Endklassement | Endklassement | Endklassement | Endklassement | Endklassement | Endklassement |
| Phase           | Platz         | Name                | Pkt.          | Aufn.         | GD            | BED           | HS            |               |
| --------------- | ------------- | ------------------- | ------------- | ------------- | ------------- | ------------- | ------------- | ------------- |
| Finale          | 1             | Alexander Salazar   | 322           | 239           | 1,347         | 3,077         | 21            |               |
| Finale          | 2             | Kim Jun-tae         | 306           | 243           | 1,259         | 2,353         | 7             |               |
| Halb- finale    | 3             | Pedro Piedrabuena   | 289           | 186           | 1,554         | 2,353         | 15            |               |
| Halb- finale    | 3             | Jose Juan Garcia    | 263           | 197           | 1,335         | 1,667         | 12            |               |
| Viertel- finale | 5             | Do Nguyen Trung Hau | 236           | 186           | 1,269         | 1,458         | 15            |               |
| Viertel- finale | 6             | Dao Van Ly          | 211           | 171           | 1,234         | 1,944         | 9             |               |
| Viertel- finale | 7             | Huberney Cataño     | 196           | 166           | 1,181         | 1,944         | 7             |               |
| Viertel- finale | 8             | Ricardo Carranco    | 213           | 193           | 1,104         | 1,400         | 9             |               |